# Johan Lindström Saxon
Johan Lindström Saxon (17. februar 1859 – 7. november 1935) var en svensk forfatter, avismand, forlægger, publicist, oversætter og tekstforfatter. Han var en kendt lokalpatriot for den svenske landsdel Närke og som vegetar, afholdsmand og tobaksmodstander. Navnet Saxon tog han i 1901.
I 1885 grundlagde Johan Jämtlandsposten i Östersund. I 1890 blev han redaktør for avisen Arbetet i Malmø. I 1904 flyttede han til Stockholm og grundlagde ugeavisen Saxons Veckotidning. Johan var en af grundlæggerne af forlaget "Saxon & Lindström".
Saxon oversatte den danske digter Ulrich Peter Overbys Socialisternes March til svensk. Han har også skrevet visen ”Visan om Elvira Madigan” om den tragiske kærlighedsaffære mellem linedanserinden Elvira Madigan og den svenske løjtnant Sixten Sparre.